# Czerwonka (dopływ Podgórnej)
Czerwonka (niem. Rote Wasser, Rothewasser, też Czerwonia, Czerwoniak) – potok górski w Karkonoszach, w województwie dolnośląskim, w powiecie karkonoskim, w gminie Podgórzyn o długości około 11 km. Leży w zlewisku Morza Bałtyckiego i uchodzi do Podgórnej.
Czerwonka zaczyna swój bieg na północnych krańcach Karpacza Górnego, płynąc spod Przełęczy pod Czołem (rejon ośrodka wczasów kolejowych - dawnego schroniska Brotbaude) w postaci kilku potoków łączących się niżej, na wschód od Borowic. Na wschodnich krańcach tej miejscowości, pomiędzy szczytami Skiby (740 m n.p.m.) oraz Wilczaka (707 m n.p.m.), wody potoku okresowo ulegają bifurkacji, a ich część odpływa do Jeleniego Potoku. Następnie, na północno-wschodnim skraju Borowic, nieopodal Borowickich Skałek, potok płynie podziemnym kanałem, którym przekracza drogę z Podgórzyna przez Borowice do Sosnówki Górnej. Od tego miejsca potok kieruje się na północ, przepływając przez Broniów oraz Czerwoniak. Po przepłynięciu Czerwonej Doliny wody potoku wpadają na wysokości około 360 m n.p.m. do sztucznego Zbiornika w Sosnówce.

## Turystyka
Potok przecinają szlaki turystyczne:
- niebieski - prowadzący z Borowic do Dobrego Źródła i dalej do Miłkowa
- czarny - prowadzący z Przesieki do Sosnówki